# La villeggiatura
La villeggiatura è un'opera teatrale in tre atti in prosa di Carlo Goldoni scritta nel 1756 e rappresentata con successo per la prima volta durante il Carnevale di quell'anno nel Teatro San Luca di Venezia.

## Trama
Le avventure degli ospiti della casa di campagna di don Gasparo: l'intera commedia è giocata sul contrasto di carattere tra i diversi personaggi, in particolare tra donna Lavinia, costante e fedele, e Florida, più leggera e volubile.

## Poetica
I temi principali della commedia sono il desiderio degli appartenenti alla borghesia del tempo di apparire più altolocati nella società di quanto non fossero nella realtà e i pericoli della frenesia amorosa (in ottemperanza alla diffidenza di stampo illuminista nei confronti delle passioni struggenti).